# Tuure Nieminen
Thure Aksel „Tuure“ Nieminen (* 19. Februar 1894 in Helsinki; † 17. Oktober 1968 ebenda) war ein finnischer Skispringer.
Der für den Verein Helsingfors Skidklubb startende Nieminen erreichte bei den Olympischen Winterspielen 1924 in Chamonix mit Sprüngen auf 41 und 42,5 m den 13. Platz.